# LeetCode
LeetCode est une plateforme en ligne de programmation informatique, pour se préparer aux entretiens d'embauche. Le service propose des problèmes de programmation et d'algorithmique destinés à ce que les utilisateurs s'entraînent au développement logiciel. LeetCode a gagné en popularité parmi ceux en recherche d'emploi et les passionnés de programmation en tant que ressource pour les entretiens techniques et les concours de programmation,,,.

## Caractéristiques
LeetCode propose des options d'accès gratuites et premium. Alors que les utilisateurs gratuits ont accès à un nombre limité de questions, les utilisateurs premium ont accès à des questions supplémentaires, extraites d'anciens entretiens dans les grandes entreprises technologiques. La qualité des solutions des utilisateurs est évaluée en fonction de la vitesse de réponse et de l'efficacité de la solution, et sont classées par rapport aux solutions d'autres utilisateurs dans la base de données LeetCode.
De plus, LeetCode propose à ses utilisateurs des simulations d'entretiens et des évaluations en ligne. LeetCode organise des compétitions hebdomadaires et bihebdomadaires pour ses utilisateurs,, chacun comportant 4 problèmes. Après avoir participé pour la première fois à un concours, une place vous est attribuée dans un classement, que vous trouverez dans votre profil.
LeetCode prend en charge plusieurs langages de programmation, notamment Java, Python, JavaScript et C.  La plateforme propose des forums où les utilisateurs peuvent participer à des discussions liées aux problèmes, au processus d'entretien et partager leurs expériences d'entretien.
LeetCode est fondée dans la Silicon Valley en 2015[Passage contradictoire (date différente dans l'infobox)][réf. nécessaire].
LeetCode étend ses opérations à la Chine en 2018. En 2021, LeetCode obtient sa première ronde de financement, recevant un investissement de 10 millions de dollars de Lightspeed China Partners.